# Atarba aetherea
Atarba aetherea är en tvåvingeart som först beskrevs av Jacques-Marie-Frangile Bigot 1888.  Atarba aetherea ingår i släktet Atarba och familjen småharkrankar. Inga underarter finns listade i Catalogue of Life.